# Comuna Răuseni, Botoșani
Răuseni este o comună în județul Botoșani, Moldova, România, formată din satele Doina, Pogorăști, Răuseni (reședința), Rediu și Stolniceni.
Comuna Răuseni este atestată documentar la data de 14 decembrie 1433.
Inițial, comuna purta denumirea de Comândărești, după localitatea cu același nume. Începând cu anul 1924, primește denumirea de Răuseni, după satul Răuseni. Comuna este formata din unirea a 5 sate: Doina, Pogorăști, Răuseni, Rediu, Stolniceni.
Comuna Rauseni este localizata pe harta la 47° 34' Nord, 27° 12' Est.

## Stema
Stema comunei a fost aprobată prin Hotărârea Guvernului României nr. 273 din 23 aprilie 2014 și se compune dintr-un scut triunghiular cu marginile rotunjite, tăiat undat. În câmpul superior, pe fond roșu, se află o giruetă din argint. Câmpul inferior este fasciat undat argint și azur, în șase piese. Scutul este timbrat de o coroană murală de argint cu un turn crenelat.
Semnificațiile elementelor însumate
- Girueta din argint reprezintă stația meteorologică de la Pogorăști, de la începutul secolului al XX-lea.
- Câmpul fasciat undat ilustrează prima mențiune documentară a satului Răuseni, în anul 1433: Răuseni pe Jijila.
- Coroana murală cu un turn crenelat semnifică faptul că localitatea are rangul de comună.[3]

## Demografie
Componența etnică a comunei Răuseni
     Români (92,33%)
     Romi (0,18%)
     Necunoscută (7,49%)
Componența confesională a comunei Răuseni
     Ortodocși (91,92%)
     Alte religii (0,59%)
     Necunoscută (7,49%)
Conform recensământului efectuat în 2021, populația comunei Răuseni se ridică la 2.191 de locuitori, în scădere față de recensământul anterior din 2011, când fuseseră înregistrați 2.817 locuitori. Majoritatea locuitorilor sunt români (92,33%), cu o minoritate de romi (0,18%), iar pentru 7,49% nu se cunoaște apartenența etnică. Din punct de vedere confesional, majoritatea locuitorilor sunt ortodocși (91,92%), iar pentru 7,49% nu se cunoaște apartenența confesională.

## Politică și administrație
Comuna Răuseni este administrată de un primar și un consiliu local compus din 11 consilieri. Primarul, Maria Jîjîe[*], de la Partidul Social Democrat, este în funcție din 2016. Începând cu alegerile locale din 2024, consiliul local are următoarea componență pe partide politice:
|  | Partid                    | Consilieri | Componența Consiliului | Componența Consiliului | Componența Consiliului | Componența Consiliului | Componența Consiliului | Componența Consiliului | Componența Consiliului | Componența Consiliului | Componența Consiliului |
|  | ------------------------- | ---------- | ---------------------- | ---------------------- | ---------------------- | ---------------------- | ---------------------- | ---------------------- | ---------------------- | ---------------------- | ---------------------- |
|  | Partidul Social Democrat  | 9          |                        |                        |                        |                        |                        |                        |                        |                        |                        |
|  | Partidul Național Liberal | 2          |                        |                        |                        |                        |                        |                        |                        |                        |                        |